# Nuno Claro Simões Coimbra
Nuno Claro Simôes Coimbra (Tondela, Portugal, 7 de enero de 1977) es un futbolista portugués. Juega de portero y su equipo actual es el FC Olt Slatina.

## Clubes
| Club                            | País     | Año       |
| ------------------------------- | -------- | --------- |
| Académico Viseu Futebol Club    | Portugal | 1996      |
| Vitória Sport Clube             | Portugal | 1996-1997 |
| Associação Desportiva de Fafe   | Portugal | 1997-1998 |
| Futebol Clube Paços de Ferreira | Portugal | 1999-2000 |
| Vitória Sport Clube             | Portugal | 2000      |
| Clube Desportivo Trofense       | Portugal | 2001      |
| Gondomar Sport Clube            | Portugal | 2001-2003 |
| Moreirense Futebol Clube        | Portugal | 2003-2006 |
| Sport Lisboa e Nelas            | Portugal | 2006      |
| Futebol Clube Paços de Ferreira | Portugal | 2006-2007 |
| CFR Cluj                        | Rumania  | 2007-2013 |
| ACS Poli Timișoara              | Rumania  | 2013-2014 |
| FC Olt Slatina                  | Rumania  | 2014-     |

## Títulos
- 2 Liga de Rumania (CFR Cluj, 2008, 2010)
- 3 Copa de Rumania (CFR Cluj, 2008, 2009, 2010)
- 2 Supercopa de Rumanía (CFR Cluj, 2009, 2010)